# 美しい朝 (アルバム)
『美しい朝』（うつくしいあさ）は、シンガーソングライターさだまさしの2009年6月10日発表のソロ34枚目のオリジナル・アルバムである。

## 概要
2007年の『Mist』以来約2年ぶりのオリジナル・アルバムである。先にシングル盤でリリースした「がんばらんば」や「私は犬になりたい¥490」を新ヴァージョンとして収録している。セールス的には『とこしへ』以来、約4年ぶりにオリコンチャートトップ10入りを果たしている。

## 収録曲
1. 霧に消えた初恋 〜Radio Days〜
東海ラジオ放送開局50周年イメージソング
2. 抱きしめて
映画『ぼくとママの黄色い自転車』主題歌
3. 一期一会
東海テレビ放送開局50周年記念スペシャルドラマ『長生き競争!』主題歌
4. 勧酒 〜さけをすすむ〜
5. がんばらんばMottto
NHK『今夜も生でさだまさし』オープニング・テーマ曲
前述のように、NHK『みんなのうた』の一曲として2005年にリリースされ、さだの故郷・長崎では、選抜高等学校野球大会で優勝した長崎県立清峰高校の応援曲にも使われるほどヒットした楽曲を改作し、歌詩も変更された。原曲ではシンセサイザーで収録したブラスセクションも生で録り直している。
6. 私は犬になりたい￥490 -アルバム・ヴァージョン-
ソフトバンクモバイル ホワイト学割CM 〜「歌番組」編 タイアップ曲。シングルではさだのギターのみだが、アルバム・ヴァージョンではホーンセクションやエレキギターなどが加えられている。また、歌詩も一部変更されている。
7. 明日咲く花
Septemberに提供した同名曲のセルフカヴァー
8. ママの一番長い日 〜美しい朝〜
「親父の一番長い日」の続編で、サブタイトルがアルバムのタイトルにもなっている。ちなみに、この曲の主人公である「パパ」は、「親父の一番長い日」の主人公である娘にプロポーズした男であり、曲中の「おじいちゃん」は「親父の一番長い日」に出てくる「親父」である。その「パパ」は娘の結婚式を前に他界し、天国から見守っているという設定である。ライナーノートでさだが「『なぜこんな風に切ない物語にしたのか』という不満はあると思うが、このように胸が痛くなる設定にした理由は僕が歳をとったからだろう。」と述べている。
9. LIFE
20年以上前に『喫茶去』というアルバムを作ろうと思ったとき以来、さだの心の中に潜んでいた歌。
10. いのちの理由
法然上人800年大遠忌（2011年）記念の「法然共生（ともいき）イメージソング」として浄土宗からの依頼で制作された曲で、浄土宗出版取扱限定でシングル盤が発売されていた[1]。
本アルバム発売の翌年以降、コロッケ、岩崎宏美、佐田玲子、クリス・ハートなど多くの歌手によってカバーされている。

## 作詩・作曲・編曲
- 全曲作詩[注 1]・作曲：さだまさし
- 下記以外の編曲：渡辺俊幸
  - 「霧に消えた初恋 〜Radio Days〜」、「勧酒 〜さけをすすむ〜」、「がんばらんばMottto」　編曲：倉田信雄
  - 「がんばらんばMottto」　Additional Chorus Arrangement：渡辺敦、八野行恭

## 主な参加ミュージシャン
- アコースティックギター：石川鷹彦、田代耕一郎
- エレキギター：松原正樹
- エレクトリックベース：岡沢章、笹井克彦
- ドラムス：島村英二、村上広樹
- ピアノ：倉田信雄
- パーカッション：宅間久善（マリンバも）、三沢またろう、木村誠
- サックス：ボブ・ザング
- ストリングス：篠崎正嗣Strings

ほか